# Список делегатов XIII конференции РКП(б)
XIII конференция РКП(б) состоялась в Москве с 16 по 19 января 1924 года. На ней присутствовал 351 делегат, из них 128 с решающим, 223 с совещательным голосом.
| №   | Фамилия (псевдоним), И. O.                            | парт. стаж с | от организации                                          | право голоса            |
| --- | ----------------------------------------------------- | ------------ | ------------------------------------------------------- | ----------------------- |
| 1   | Адинаев, Календарь                                    | 1918         | Хорезм                                                  | с решающим голосом      |
| 2   | Азаданов, Александр Васильевич                        | 1912         | Петроградская                                           | с совещательным голосом |
| 3   | Алифбаев, Аббос                                       | 1919         | Аму-Дарьинская                                          | с решающим голосом      |
| 4   | Аммосов, Григорий Никифорович                         | 1918         | Нижегородская                                           | с совещательным голосом |
| 5   | Аммосов, Максим Кирович                               | III/1917     | Якутская                                                | с решающим голосом      |
| 6   | Аммосов, Павел Никанорович                            | 1910         | ЦКК                                                     | с совещательным голосом |
| 7   | Ангеретис, Зигмонд                                    | 1906         | ЦК КП Литвы                                             | с совещательным голосом |
| 8   | Андреев, Андрей Андреевич                             | 1914         | ЦК РКП(б)                                               | с совещательным голосом |
| 9   | Анскин, Адольф Яковлевич                              | 1912         | Политический отдел Черноморского флота                  | с решающим голосом      |
| 10  | Антипов, Николай Кириллович                           | 1912         | Президиум ВЦСПС                                         | с совещательным голосом |
| 11  | Апресян, Дереник Захарович                            | 1919         | Вотская                                                 | с решающим голосом      |
| 12  | Асаткин-Владимирский, Александр Николаевич            | 1904         | ЦКК                                                     | с совещательным голосом |
| 13  | Бадаев, Алексей Егорович                              | 1904         | ЦК РКП(б)                                               | с совещательным голосом |
| 14  | Бакаев, Иван Петрович                                 | 1906         | Политический отдел Петроградского военного округа       | с решающим голосом      |
| 15  | Балахнин, Сергей Михайлович                           | 1905         | Иваново-Вознесенская                                    | с совещательным голосом |
| 16  | Баранов, Сергей Фомич                                 | 1913         | Омская                                                  | с решающим голосом      |
| 17  | Бахтадзе, Николай Иванович                            | 1907         | Закавказская                                            | с совещательным голосом |
| 18  | Беленький, Захар Моисеевич                            | 1905         | Юго-Восточное бюро ЦК                                   | с совещательным голосом |
| 19  | Белов, Анатолий Павлович                              | 1914         | Юго-Восточное бюро ЦК                                   | с совещательным голосом |
| 20  | Белолипицкий, Иван Филиппович                         | V/1917       | Тульская                                                | с решающим голосом      |
| 21  | Белоусов, Сергей Николаевич                           | 1920         | ЦК РКСМ                                                 | с совещательным голосом |
| 22  | Берман, Яков Леонтьевич                               | 1919         | Политический отдел Приволжского военного округа         | с решающим голосом      |
| 23  | Бирн, Иоганн Генрихович                               | 1909         | Тамбовская                                              | с решающим голосом      |
| 24  | Богданов, Пётр Алексеевич                             | 1905         | заместитель председателя ВСНХ                           | с совещательным голосом |
| 25  | Богуцкий, Вацлав Антонович                            | 1904         | Белоруссия                                              | с решающим голосом      |
| 26  | Борисов, Трофим Кузьмич                               | VI/1917      | Калмыцкая                                               | с решающим голосом      |
| 27  | Борисок, Сергей Васильевич                            | 1908         | Брянская                                                | с совещательным голосом |
| 28  | Борухин, Алексей Иванович                             | 1912         | Горская                                                 | с решающим голосом      |
| 29  | Бояров Алексей Федотович                              | 1920         | Сибирское бюро ЦК                                       | с совещательным голосом |
| 30  | Браун, Эрнст                                          | 1920         | ИККИ (Германия)                                         | с совещательным голосом |
| 31  | Бреслав, Борис Абрамович                              | 1899         | Политический отдел Московского военного округа          | с решающим голосом      |
| 32  | Бройдо, Григорий Исаакович                            | 1903         | заместитель наркома по делам национальностей            | с совещательным голосом |
| 33  | Брюханов, Николай Павлович                            | 1902         | Наркомат продовольствия                                 | с совещательным голосом |
| 34  | Бубнов, Андрей Сергеевич                              | 1903         | ЦК РКП(б)                                               | с совещательным голосом |
| 35  | Бумажный, Ефим Осипович                               | 1916         | ЦКК                                                     | с совещательным голосом |
| 36  | Бунгш, Ян Кришевич                                    | 1900         | ЦКК                                                     | с совещательным голосом |
| 37  | Быкин, Яков Борисович                                 | 1912         | Воронежская                                             | с решающим голосом      |
| 38  | Варейкис, Иосиф Михайлович                            | 1913         | Киевская                                                | с решающим голосом      |
| 39  | Варламов, Пётр Иванович                               | 1918         | Букеевская                                              | с решающим голосом      |
| 40  | Варский, Адольф Станиславович                         | 1889         | ИККИ (Польша)                                           | с совещательным голосом |
| 41  | Василевский, Владимир Николаевич                      | 1912         | Мандатно-организационная комиссия                       | с совещательным голосом |
| 42  | Васильев, Антон Ефимович                              | 1904         | ЦКК                                                     | с совещательным голосом |
| 43  | Васильев, Борис Афанасьевич                           | 1904         | Уральская областная                                     | с решающим голосом      |
| 44  | Васютин, Василий Филиппович                           | 1918         | ЦК РКСМ                                                 | с совещательным голосом |
| 45  | Вейнберг, Гавриил Данилович                           | 1906         | Петроградская                                           | с совещательным голосом |
| 46  | Вельман, Владимир Иванович                            | 1904         | Киргизская                                              | с совещательным голосом |
| 47  | Верстонов, Фёдор Иванович                             | 1912         | Иваново-Вознесенская                                    | с совещательным голосом |
| 48  | Викман, Пётр Михайлович                               | 1906         | Смоленская                                              | с решающим голосом      |
| 49  | Волков, Алексей Семёнович                             | 1905         | ЦКК                                                     | с совещательным голосом |
| 50  | Володин, Василий Гаврилович                           | 1898         | Политический отдел Западного фронта                     | с решающим голосом      |
| 51  | Ворошилов, Климент Ефремович                          | 1903         | ЦК РКП(б)                                               | с совещательным голосом |
| 52  | Восканов, Рубен Айрапетович                           | 1914         | Башкирская                                              | с решающим голосом      |
| 53  | Врачёв, Иван Яковлевич                                | III/1917     | Политический отдел Отдельной Кавказской армии           | с решающим голосом      |
| 54  | Газов, Леонид Петрович                                | 1918         | Адыгейско-Черкесская                                    | с решающим голосом      |
| 55  | Галанин, Павел Александрович                          | 1905         | Саратовская                                             | с решающим голосом      |
| 56  | Галустян, Ованес Туманович                            | V/1917       | Сыр-Дарьинская                                          | с решающим голосом      |
| 57  | Гаммер, Макс Морисович                                | 1916         | Профинтерн                                              | с совещательным голосом |
| 58  | Генкин, Максим Исаевич                                | VII/1917     | Северо-Западное бюро ЦК                                 | с совещательным голосом |
| 59  | Герасимов, Алексей Григорьевич                        | 1907         | ЦКК                                                     | с совещательным голосом |
| 60  | Гессен, Сергей Михайлович                             | 1916         | Уральская областная                                     | с решающим голосом      |
| 61  | Гикало, Николай Фёдорович                             | VI/1917      | Юго-Восточное бюро ЦК                                   | с решающим голосом      |
| 62  | Гилинский, Абрам Лазаревич                            | 1915         | Гомельская                                              | с решающим голосом      |
| 63  | Глебов-Авилов, Николай Павлович                       | 1904         | Петроградская                                           | с совещательным голосом |
| 64  | Голощёкин, Филипп Исаевич                             | 1903         | Самарская                                               | с решающим голосом      |
| 65  | Голубенко, Николай Васильевич                         | 1914         | ЦК КП(б) Украины                                        | с совещательным голосом |
| 66  | Гольдич, Лев Ефимович                                 | 1916         | Сибирское бюро ЦК                                       | с совещательным голосом |
| 67  | Гольдман, Иван Яковлевич                              | 1918         | Дальне-Восточное бюро ЦК                                | с совещательным голосом |
| 68  | Гончаров, Николай Кузьмич                             | 1904         | ЦКК                                                     | с совещательным голосом |
| 69  | Гопнер, Серафима Ильинична                            | 1903         | ЦК КП(б) Украины                                        | с совещательным голосом |
| 70  | Гребенев, Константин Всеволодович                     | 1920         | Северо-Двинская                                         | с решающим голосом      |
| 71  | Гриневич, Андрей Владимирович                         | 1912         | Иркутская                                               | с решающим голосом      |
| 72  | Гросс, Эдгард Яковлевич                               | 1919         | Немцев Поволжья                                         | с решающим голосом      |
| 73  | Гузаков, Пётр Васильевич                              | 1905         | Курская                                                 | с решающим голосом      |
| 74  | Гусев, Сергей Иванович                                | 1896         | ЦКК                                                     | с совещательным голосом |
| 75  | Далин, Виктор Моисеевич                               | 1921         | ЦК РКСМ                                                 | с совещательным голосом |
| 76  | Данилов, Григорий Иванович                            | 1913         | Вологодская                                             | с решающим голосом      |
| 77  | Демченко, Николай Нестерович                          | 1916         | Волынская                                               | с решающим голосом      |
| 78  | Джабиев, Габиб                                        | 1918         | Закавказская                                            | с совещательным голосом |
| 79  | Джерманетто, Джованни                                 | 1921         | Профинтерн                                              | с совещательным голосом |
| 80  | Джонсон, Карл Эрнстович                               | 1904         | Профинтерн                                              | с совещательным голосом |
| 81  | Дзержинский, Феликс Эдмундович                        | 1906         | ЦК РКП(б)                                               | с совещательным голосом |
| 82  | Диманштейн, Семён Маркович                            | 1904         | ЦК КП(б) Украины                                        | с совещательным голосом |
| 83  | Догадов, Александр Иванович                           | 1905         | Президиум ВЦСПС                                         | с совещательным голосом |
| 84  | Дрожжин, Иван Васильевич                              | IV/1917      | Костромская                                             | с решающим голосом      |
| 85  | Дьяков, Василий Владимирович                          | 1915         | Витебская                                               | с решающим голосом      |
| 86  | Евдокимов, Григорий Еремеевич                         | 1903         | ЦК РКП(б)                                               | с совещательным голосом |
| 87  | Ежов, Николай Иванович                                | V/1917       | Семипалатинская                                         | с решающим голосом      |
| 88  | Енукидзе, Авель Сафронович                            | 1898         | Президиум ВЦИК и ЦИК СССР                               | с совещательным голосом |
| 89  | Жданов, Андрей Александрович                          | 1915         | Нижегородская                                           | с решающим голосом      |
| 90  | Жеханов, Андрей Ильич                                 | 1905         | Царицынская                                             | с решающим голосом      |
| 91  | Жуков Михаил Семёнович                                | III/1917     | Калужская                                               | с решающим голосом      |
| 92  | Журавский, Пётр Борисович                             | 1912         | Киргизская                                              | с совещательным голосом |
| 93  | Залуцкий, Пётр Антонович                              | 1907         | Петроградская                                           | с решающим голосом      |
| 94  | Заславский, Пётр Савельевич                           | 1905         | Ново-Николаевская                                       | с решающим голосом      |
| 95  | Захаров, Степан Степанович                            | 1907         | Московская                                              | с решающим голосом      |
| 96  | Зеленский, Исаак Абрамович                            | 1906         | ЦК РКП(б)                                               | с совещательным голосом |
| 97  | Зорин, Дмитрий Фёдорович                              | V/1917       | Приморская                                              | с решающим голосом      |
| 98  | Зорин, Сергей Семёнович                               | V/1917       | Иваново-Вознесенская                                    | с решающим голосом      |
| 99  | Зыков, Андрей Иванович                                | 1918         | Самарская                                               | с совещательным голосом |
| 100 | Иванов Василий Иванович                               | II/1917      | Екатеринославская                                       | с решающим голосом      |
| 101 | Иванов, Владимир Георгиевич                           | 1907         | Закавказская                                            | с совещательным голосом |
| 102 | Иванов Иван Иванович                                  | II/1917      | Марийская                                               | с решающим голосом      |
| 103 | Иванов, Никита Фёдорович                              | 1920         | Ойратская                                               | с решающим голосом      |
| 104 | Ильин, Никифор Ильич                                  | 1910         | ЦКК                                                     | с совещательным голосом |
| 105 | Кабаков, Иван Дмитриевич                              | 1914         | Ярославская                                             | с решающим голосом      |
| 106 | Каганович, Лазарь Моисеевич                           | 1911         | ЦК РКП(б)                                               | с совещательным голосом |
| 107 | Кактынь, Артур Мартынович uk:Кактинь Артур Мартинович | 1916         | ЦКК                                                     | с совещательным голосом |
| 108 | Калашников, Василий Степанович                        | 1906         | Томская                                                 | с решающим голосом      |
| 109 | Калинин, Михаил Иванович                              | 1898         | ЦК РКП(б)                                               | с совещательным голосом |
| 110 | Калмыков, Бетал Эдыкович                              | 1918         | Кабардинская                                            | с решающим голосом      |
| 111 | Капранов, Виктор Павлович                             | 1908         | ЦКК                                                     | с совещательным голосом |
| 112 | Каравай, Михаил Михайлович                            | 1916         | Московская                                              | с совещательным голосом |
| 113 | Картвелишвили, Лаврентий Осипович                     | 1911         | Закавказская                                            | с решающим голосом      |
| 114 | Кахиани, Михаил Иванович                              | VII/1917     | Тифлис                                                  | с решающим голосом      |
| 115 | Квиринг, Эрих Ионович                                 | 1912         | Донская                                                 | с решающим голосом      |
| 116 | Киркиж, Куприян Осипович                              | 1910         | Харьковская                                             | с решающим голосом      |
| 117 | Киров, Сергей Миронович                               | 1904         | ЦК РКП(б)                                               | с совещательным голосом |
| 118 | Киселёв, Алексей Семёнович                            | 1898         | ЦКК                                                     | с совещательным голосом |
| 119 | Киссис, Роберт Янович                                 | 1913         | Енисейская                                              | с решающим голосом      |
| 120 | Клявс-Клявин, Александр Яковлевич                     | 1904         | ЦКК                                                     | с совещательным голосом |
| 121 | Кожевников, Сергей Николаевич                         | III/1917     | Политический отдел Западно-Сибирского военного округа   | с решающим голосом      |
| 122 | Коковихин, Михаил Николаевич                          | 1903         | ЦКК                                                     | с совещательным голосом |
| 123 | Коларов, Василий Петрович                             | 1898         | ИККИ (Болгария)                                         | с совещательным голосом |
| 124 | Колотилов, Николай Николаевич                         | 1903         | ЦК РКП(б)                                               | с совещательным голосом |
| 125 | Комаров, Николай Павлович                             | 1909         | ЦК РКП(б)                                               | с совещательным голосом |
| 126 | Комиссаров, Иван Григорьевич                          | 1917         | Нижегородская                                           | с совещательным голосом |
| 127 | Комиссаров, Сергей Иванович                           | 1914         | ЦКК                                                     | с совещательным голосом |
| 128 | Кон, Феликс Яковлевич                                 | 1906         | Президиум ВЦИК и ЦИК СССР                               | с совещательным голосом |
| 129 | Кондраков, Акентий Иванович                           | III/1917     | Уральская областная                                     | с совещательным голосом |
| 130 | Коростелёв, Александр Алексеевич                      | 1905         | ЦКК                                                     | с совещательным голосом |
| 131 | Коростелёв, Георгий Александрович                     | 1905         | Киргизская                                              | с решающим голосом      |
| 132 | Коротков, Иван Иванович                               | 1905         | ЦК РКП(б)                                               | с совещательным голосом |
| 133 | Косарев, Владимир Михайлович                          | 1898         | ЦКК                                                     | с совещательным голосом |
| 134 | Косиор, Владимир Викентьевич                          | 1907         | Президиум ВЦСПС                                         | с совещательным голосом |
| 135 | Косиор, Станислав Викентьевич                         | 1907         | Сибирское бюро ЦК                                       | с решающим голосом      |
| 136 | Котляр, Соломон Осипович                              | 1918         | Терская                                                 | с решающим голосом      |
| 137 | Котов, Василий Николаевич                             | 1915         | Московская                                              | с решающим голосом      |
| 138 | Красин, Леонид Борисович                              | 1891         | Наркомат внешней торговли                               | с совещательным голосом |
| 139 | Кремницкий, Фёдор Иванович                            | 1905         | Черниговская                                            | с решающим голосом      |
| 140 | Кржижановский, Глеб Максимилианович                   | 1893         | Госплан                                                 | с совещательным голосом |
| 141 | Кривов, Тимофей Степанович                            | 1905         | ЦКК                                                     | с совещательным голосом |
| 142 | Криницкий, Александр Иванович                         | 1915         | Донецкая                                                | с решающим голосом      |
| 143 | Крумин, Гаральд Иванович                              | 1908         | редактор газеты «Экономическая жизнь»                   | с совещательным голосом |
| 144 | Крумин, Николай Петрович                              | 1906         | ЦКК                                                     | с совещательным голосом |
| 145 | Крылов, Егор Иванович                                 | 1918         | Московская                                              | с совещательным голосом |
| 146 | Ксенофонтов, Иван Ксенофонтович                       | 1903         | управляющий делами ЦК РКП(б)                            | с совещательным голосом |
| 147 | Кубяк, Николай Афанасьевич                            | 1898         | Дальне-Восточное бюро ЦК                                | с решающим голосом      |
| 148 | Кузнецов, Василий Никифорович                         | 1920         | Забайкальская                                           | с решающим голосом      |
| 149 | Куйбышев, Валериан Владимирович                       | 1904         | ЦКК                                                     | с совещательным голосом |
| 150 | Куклин, Александр Сергеевич                           | 1903         | Петроградская                                           | с решающим голосом      |
| 151 | Куликов, Василий Павлович                             | 1913         | Ярославская                                             | с совещательным голосом |
| 152 | Куликов, Никита Иванович                              | 1914         | Юго-Восточное бюро ЦК                                   | с совещательным голосом |
| 153 | Кульков, Михаил Максимович                            | 1915         | Московская                                              | с совещательным голосом |
| 154 | Кун, Бела                                             | 1916         | ЦК РКСМ                                                 | с совещательным голосом |
| 155 | Курский, Дмитрий Иванович                             | 1904         | Ревизионная комиссия ЦК                                 | с совещательным голосом |
| 156 | Кусмарцев, Пётр Гаврилович                            | VII/1917     | Актюбинская                                             | с решающим голосом      |
| 157 | Куусинен, Отто Вильгельмович                          | 1905         | ИККИ                                                    | с совещательным голосом |
| 158 | Кучменко, Николай Осипович                            | 1898         | ЦКК                                                     | с совещательным голосом |
| 159 | Лашевич, Михаил Михайлович                            | 1901         | ЦК РКП(б)                                               | с совещательным голосом |
| 160 | Лебедь, Дмитрий Захарович                             | 1909         | ЦК КП(б) Украины                                        | с решающим голосом      |
| 161 | Ленгник, Фридрих Вильгельмович                        | 1898         | ЦКК                                                     | с совещательным голосом |
| 162 | Леонов, Пётр Григорьевич                              | 1914         | ЦК РКСМ                                                 | с совещательным голосом |
| 163 | Лепсе, Иван Иванович                                  | 1904         | ЦК РКП(б)                                               | с совещательным голосом |
| 164 | Лисицын, Николай Осипович                             | 1910         | ЦКК                                                     | с совещательным голосом |
| 165 | Лобанов, Сергей Борисович                             | IV/1917      | Московская                                              | с совещательным голосом |
| 166 | Лобова. Валентина Николаевна                          | 1905         | Сибирское бюро ЦК                                       | с совещательным голосом |
| 167 | Ломинадзе, Виссарион Виссарионович                    | III/1917     | Грузия                                                  | с решающим голосом      |
| 168 | Лукашин, Сергей Лукьянович                            | 1905         | Армения                                                 | с решающим голосом      |
| 169 | Луначарский, Анатолий Васильевич                      | 1903         | Наркомат просвещения                                    | с совещательным голосом |
| 170 | Лутовинов, Юрий Хрисанфович                           | 1904         | Президиум ВЦСПС                                         | с совещательным голосом |
| 171 | Ляпин, Александр Иванович                             | 1918         | Ферганская                                              | с решающим голосом      |
| 172 | Магидов, Борис Иосифович                              | II/1917      | Полтавская                                              | с решающим голосом      |
| 173 | Макар, Александр Михайлович                           | 1899         | ЦК КП(б) Украины                                        | с совещательным голосом |
| 174 | Малахов, Максим Кириллович                            | 1907         | ЦКК                                                     | с совещательным голосом |
| 175 | Мальцев, Константин Александрович                     | 1905         | Тульская                                                | с совещательным голосом |
| 176 | Мануильский, Дмитрий Захарович                        | 1903         | ЦК РКП(б)                                               | с совещательным голосом |
| 177 | Манцев, Василий Николаевич                            | 1906         | ЦКК                                                     | с совещательным голосом |
| 178 | Марбуш, Иван Романович                                | 1918         | Уральская                                               | с решающим голосом      |
| 179 | Марков, Александр Трофимович                          | 1898         | Московская                                              | с совещательным голосом |
| 180 | Маслиев, Михаил Тихонович                             | 1919         | Кубано-Черноморская                                     | с решающим голосом      |
| 181 | Мацкевич, Владимир Иванович                           | 1919         | Политический отдел Каспийского флота                    | с решающим голосом      |
| 182 | Медне, Эдуард Мартынович                              | 1903         | ЦКК                                                     | с совещательным голосом |
| 183 | Межлаук, Иван Иванович                                | 1918         | Средне-Азиатское бюро ЦК                                | с решающим голосом      |
| 184 | Мельдбард, Николай Петрович                           | 1920         | Юго-Восточное бюро ЦК                                   | с совещательным голосом |
| 185 | Мельничанский, Григорий Потапович                     | 1902         | Московская                                              | с решающим голосом      |
| 186 | Мендешев, Сейтгалий Мендешевич                        | 1919         | Киргизское бюро ЦК                                      | с решающим голосом      |
| 187 | Мещеряков, Владимир Николаевич                        | 1905         | Главполитпросвет                                        | с совещательным голосом |
| 188 | Микоян, Анастас Иванович                              | 1915         | ЦК РКП(б)                                               | с совещательным голосом |
| 189 | Миллер, Вацлав Александрович                          | 1905         | Грозненская                                             | с решающим голосом      |
| 190 | Минин, Сергей Константинович                          | 1905         | Северо-Западное бюро ЦК                                 | с решающим голосом      |
| 191 | Миньков, Исаак Ильич                                  | 1911         | ЦКК                                                     | с совещательным голосом |
| 192 | Миньков, Марк Ильич                                   | 1912         | Вятская                                                 | с решающим голосом      |
| 193 | Мирзоян, Левон Исаевич                                | III/1917     | Баку                                                    | с решающим голосом      |
| 194 | Михайлов, Василий Михайлович                          | 1915         | ЦК РКП(б)                                               | с совещательным голосом |
| 195 | Моисеев, Семён Степанович                             | 1906         | Уральская областная                                     | с решающим голосом      |
| 196 | Молотов, Вячеслав Михайлович                          | 1906         | ЦК РКП(б)                                               | с совещательным голосом |
| 197 | Морозов, Зосим Леонтьевич                             | 1920         | Амурская                                                | с решающим голосом      |
| 198 | Морозов, Иван Максимович                              | IV/1917      | Северо-Западное бюро ЦК                                 | с совещательным голосом |
| 199 | Морозов, Иван Петрович                                | 1908         | ЦК РКП(б)                                               | с совещательным голосом |
| 200 | Москвин, Иван Михайлович                              | 1911         | ЦК РКП(б)                                               | с совещательным голосом |
| 201 | Муравьёв, Александр Иванович                          | 1912         | Астраханская                                            | с решающим голосом      |
| 202 | Муралов, Александр Иванович                           | 1905         | Нижегородская                                           | с совещательным голосом |
| 203 | Муранов, Матвей Константинович                        | 1904         | ЦКК                                                     | с совещательным голосом |
| 204 | Мутнов, Никита Ефремович                              | 1907         | Оренбургская                                            | с решающим голосом      |
| 205 | Мухтаров, Кашаф Гильфанович                           | 1918         | Татарская                                               | с решающим голосом      |
| 206 | Мясников, Александр Фёдорович                         | 1906         | ЦК РКП(б)                                               | с совещательным голосом |
| 207 | Назаретян, Амаяк Маркарович                           | 1905         | Мандатно-организационная комиссия                       | с совещательным голосом |
| 208 | Нанейшвили, Виктор Иванович                           | 1903         | Уральская областная                                     | с решающим голосом      |
| 209 | Нариманов, Нариман                                    | 1917         | Президиум ВЦИК и ЦИК СССР                               | с совещательным голосом |
| 210 | Наумов, Иван Куприянович                              | 1913         | Политический отдел Балтийского флота                    | с решающим голосом      |
| 211 | Николаева, Клавдия Ивановна                           | 1909         | Петроградская                                           | с совещательным голосом |
| 212 | Ниязмурадов, Нур-Мурад                                | 1921         | Туркменская                                             | с решающим голосом      |
| 213 | Новиков, Захар Яковлевич                              | 1910         | Тверская                                                | с совещательным голосом |
| 214 | Новиков, Николай Фролович                             | 1912         | Политический отдел Украинского военного округа          | с решающим голосом      |
| 215 | Новосёлов, Степан Андреевич                           | 1905         | ЦКК                                                     | с совещательным голосом |
| 216 | Ноздрин, Михаил Миронович                             | 1905         | Ставропольская                                          | с решающим голосом      |
| 217 | Носов, Иван Петрович                                  | 1905         | ЦКК                                                     | с совещательным голосом |
| 218 | Нурманов, Ниглет Нурманович                           | 1920         | Киргизская                                              | с совещательным голосом |
| 219 | Ольминский, Михаил Степанович                         | 1898         | заведующий Отделом истории партии ЦК РКП(б)             | с совещательным голосом |
| 220 | Орахелашвили, Мамия Давидович                         | 1903         | ЦК РКП(б)                                               | с совещательным голосом |
| 221 | Орджоникидзе, Григорий Константинович                 | 1903         | ЦК РКП(б)                                               | с совещательным голосом |
| 222 | Орехов, Александр Михайлович                          | 1907         | ЦКК                                                     | с совещательным голосом |
| 223 | Орлов, Дмитрий Александрович                          | 1914         | Пензенская                                              | с решающим голосом      |
| 224 | Осьмов, Николай Михайлович                            | 1907         | Владимирская                                            | с решающим голосом      |
| 225 | Охлопков, Илья Михайлович                             | 1904         | Мандатно-организационная комиссия                       | с совещательным голосом |
| 226 | Павлов, Дмитрий Дмитриевич                            | 1921         | ЦК РКСМ                                                 | с совещательным голосом |
| 227 | Панов, Иван Яковлевич                                 | 1909         | Череповецкая                                            | с решающим голосом      |
| 228 | Панов, Николай Фёдорович                              | 1911         | ЦКК                                                     | с совещательным голосом |
| 229 | Панфилов, Василий Николаевич                          | 1914         | Вятская                                                 | с совещательным голосом |
| 230 | Паперный, Лев Лазаревич                               | 1915         | Кустанайская                                            | с решающим голосом      |
| 231 | Пастухов, Михаил Дмитриевич                           | 1908         | ЦКК                                                     | с совещательным голосом |
| 232 | Патрикеев, Николай Нилович                            | 1915         | Юго-Восточное бюро ЦК                                   | с совещательным голосом |
| 233 | Петерс, Яков Христианович                             | 1904         | ЦКК                                                     | с совещательным голосом |
| 234 | Петровский, Григорий Иванович                         | 1897         | ЦК РКП(б)                                               | с совещательным голосом |
| 235 | Петровский, Пётр Григорьевич                          | 1916         | ЦК РКСМ                                                 | с совещательным голосом |
| 236 | Плаксин, Кирилл Иванович                              | 1904         | Саратовская                                             | с совещательным голосом |
| 237 | Поднек, Август Иванович                               | 1913         | Алтайская                                               | с решающим голосом      |
| 238 | Позерн, Борис Павлович                                | 1903         | ЦКК                                                     | с совещательным голосом |
| 239 | Полуян, Ян Васильевич                                 | 1912         | Тверская                                                | с решающим голосом      |
| 240 | Попов, Аркадий Васильевич                             | 1904         | Симбирская                                              | с решающим голосом      |
| 241 | Правдин, Иосиф Георгиевич                             | 1899         | ЦКК                                                     | с совещательным голосом |
| 242 | Прокопцев, Михаил Исаакович                           | 1906         | ответственный инструктор ЦК РКП(б)                      | с совещательным голосом |
| 243 | Прухняк, Эдуард Андреевич                             | 1903         | ИККИ (Польша)                                           | с совещательным голосом |
| 244 | Птуха, Владимир Васильевич                            | IV/1917      | ЦК КП(б) Украины                                        | с совещательным голосом |
| 245 | Пулатов, Кары-Юлдаш                                   | 1918         | Бухара                                                  | с решающим голосом      |
| 246 | Пятницкий, Иосиф Аронович                             | 1898         | ИККИ                                                    | с совещательным голосом |
| 247 | Радус-Зенькович, Виктор Алексеевич                    | 1898         | ЦКК                                                     | с совещательным голосом |
| 248 | Радченко, Андрей Фёдорович                            | 1912         | ЦКК                                                     | с совещательным голосом |
| 249 | Разумов, Михаил Иосифович                             | 1913         | Орловская                                               | с решающим голосом      |
| 250 | Райтер, Иосиф Львович                                 | 1909         | Рязанская                                               | с решающим голосом      |
| 251 | Растопчин, Николай Петрович                           | 1903         | ЦКК                                                     | с совещательным голосом |
| 252 | Рахимбаев, Абдулла                                    | 1919         | ЦК КП(б) Туркестана                                     | с решающим голосом      |
| 253 | Ремейко, Александр Георгиевич                         | 1914         | Подольская                                              | с решающим голосом      |
| 254 | Рогов, Владимир Иванович                              | 1919         | ЦК РКСМ                                                 | с совещательным голосом |
| 255 | Ройзенман, Борис Анцелович                            | 1902         | ЦКК                                                     | с совещательным голосом |
| 256 | Рошаль, Лев Борисович                                 | XI/1917      | Мандатно-организационная комиссия                       | с совещательным голосом |
| 257 | Рудзутак, Ян Эрнестович                               | 1905         | ЦК РКП(б)                                               | с совещательным голосом |
| 258 | Румянцев, Иван Петрович                               | 1905         | Уральская областная                                     | с решающим голосом      |
| 259 | Рухимович, Моисей Львович                             | 1913         | ЦК КП(б) Украины                                        | с совещательным голосом |
| 260 | Рындин, Кузьма Васильевич                             | 1915         | Уральская областная                                     | с совещательным голосом |
| 261 | Рыскулов, Турар Рыскулович                            | 1917         | ЦК РКП(б)                                               | с совещательным голосом |
| 262 | Рютин, Мартемьян Никитич                              | 1914         | Дагестанская                                            | с решающим голосом      |
| 263 | Рябинин, Евгений Иванович                             | III/1917     | ответственный инструктор ЦК РКП(б)                      | с совещательным голосом |
| 264 | Рябов, Александр Николаевич                           | 1906         | ответственный инструктор ЦК РКП(б)                      | с совещательным голосом |
| 265 | Сааков, Оника Арзуманович                             | 1907         | Политический отдел Северо-Кавказского военного округа   | с решающим голосом      |
| 266 | Самурский, Нажмутдин                                  | VI/1917      | Юго-Восточное бюро ЦК                                   | с совещательным голосом |
| 267 | Сапронов, Тимофей Владимирович                        | 1912         | Президиум ВЦИК и ЦИК СССР                               | с совещательным голосом |
| 268 | Саркис, Арутюн Данилович                              | III/1917     | Петроградская                                           | с совещательным голосом |
| 269 | Сафаров, Георгий Иванович                             | 1908         | Петроградская                                           | с решающим голосом      |
| 270 | Сафронов, Василий Сафронович                          | III/1917     | Московская                                              | с совещательным голосом |
| 271 | Сахарова, Прасковья Фёдоровна                         | 1912         | ЦКК                                                     | с совещательным голосом |
| 272 | Сванидзе, Николай Самсонович                          | VII/1917     | Закавказская                                            | с совещательным голосом |
| 273 | Светлов, Фердинанд Юрьевич                            | 1904         | ЦК КП(б) Туркестана                                     | с совещательным голосом |
| 274 | Севастьянов, Николай Фёдорович                        | VIII/1917    | Уральская областная                                     | с решающим голосом      |
| 275 | Сегалович, Владимир Григорьевич                       | 1919         | ЦК КП(б) Украины                                        | с совещательным голосом |
| 276 | Седов, Михаил Иванович                                | 1907         | ЦКК                                                     | с совещательным голосом |
| 277 | Семашко, Николай Александрович                        | 1893         | Наркомат здравоохранения                                | с совещательным голосом |
| 278 | Сенюшкин, Фёдор Михайлович                            | 1919         | Президиум ВЦСПС                                         | с совещательным голосом |
| 279 | Серебряков, Леонид Петрович                           | 1905         | Президиум ВЦИК и ЦИК СССР                               | с совещательным голосом |
| 280 | Скворцов-Степанов, Иван Иванович                      | 1896         | Ревизионная комиссия ЦК                                 | с совещательным голосом |
| 281 | Скрыпник, Николай Алексеевич                          | 1897         | ЦК РКП(б)                                               | с совещательным голосом |
| 282 | Славин, Иосиф Еремеевич                               | II/1917      | Политический отдел 5-й армии                            | с решающим голосом      |
| 283 | Смидович, Пётр Гермогенович                           | 1898         | Президиум ВЦИК и ЦИК СССР                               | с совещательным голосом |
| 284 | Смидович, Софья Николаевна                            | 1898         | заведующая Женским отделом ЦК РКП(б)                    | с совещательным голосом |
| 285 | Смирнов, Иван Никитич                                 | 1899         | Наркомат почт и телеграфа                               | с совещательным голосом |
| 286 | Смиттен, Елена Густавовна                             | 1904         | заведующая Статистическим отделом ЦК РКП(б)             | с совещательным голосом |
| 287 | Смородин, Пётр Иванович                               | V/1917       | ЦК РКСМ                                                 | с совещательным голосом |
| 288 | Соколов, Михаил Филиппович                            | 1911         | Брянская                                                | с решающим голосом      |
| 289 | Сокольников, Григорий Яковлевич                       | 1905         | Наркомат финансов                                       | с совещательным голосом |
| 290 | Сольц, Арон Александрович                             | 1898         | ЦКК                                                     | с совещательным голосом |
| 291 | Сомс, Карл Петрович                                   | 1910         | Новгородская                                            | с решающим голосом      |
| 292 | Спрингис (Шипов) Ян Янович                            | 1918         | Архангельская                                           | с решающим голосом      |
| 293 | Сталин, Иосиф Виссарионович                           | 1898         | ЦК РКП(б)                                               | с совещательным голосом |
| 294 | Стеклов, Юрий Михайлович                              | 1903         | редактор газеты «Известия ВЦИК»                         | с совещательным голосом |
| 295 | Степанов, Сергей Иванович                             | 1897         | Тульская                                                | с совещательным голосом |
| 296 | Страумит, Ян Мартынович                               | 1912         | Нижегородская                                           | с совещательным голосом |
| 297 | Строганов, Василий Андреевич                          | 1905         | Нижегородская                                           | с совещательным голосом |
| 298 | Струппе, Пётр Иванович                                | 1907         | Псковская                                               | с решающим голосом      |
| 299 | Стюарт, Роберт                                        |              | ИККИ                                                    | с совещательным голосом |
| 300 | Сулимов, Даниил Егорович                              | 1905         | ЦК РКП(б)                                               | с совещательным голосом |
| 301 | Сулимов, Максим Павлович                              | V/1917       | Дальне-Восточное бюро ЦК                                | с совещательным голосом |
| 302 | Терачини, Умберто                                     |              | ИККИ (Италия)                                           | с совещательным голосом |
| 303 | Тер-Габриэлян, Саак Мирзоевич                         | 1902         | Президиум ВЦИК и ЦИК СССР                               | с совещательным голосом |
| 304 | Титов, Николай Иванович                               | 1912         | Мурманская                                              | с решающим голосом      |
| 305 | Товстуха, Иван Павлович                               | 1913         | заведующий Бюро Секретариата ЦК РКП(б)                  | с совещательным голосом |
| 306 | Толоконцев, Александр Фёдорович                       | 1914         | Президиум ВЦИК и ЦИК СССР                               | с совещательным голосом |
| 307 | Томский, Михаил Павлович                              | 1904         | ЦК РКП(б)                                               | с совещательным голосом |
| 308 | Трубачёв, Василий Ильич                               | 1920         | Бурят-Монгольская                                       | с решающим голосом      |
| 309 | Уборевич, Иероним Петрович                            | III/1917     | Дальне-Восточное бюро ЦК                                | с совещательным голосом |
| 310 | Угланов, Николай Александрович                        | 1907         | ЦК РКП(б)                                               | с совещательным голосом |
| 311 | Ульянова, Мария Ильинична                             | 1898         | редакция газеты «Правда»                                | с совещательным голосом |
| 312 | Урываев, Михаил Егорович                              | VI/1917      | ЦК РКП(б)                                               | с совещательным голосом |
| 313 | Уфимцев, Николай Иванович                             | 1906         | Крымская                                                | с решающим голосом      |
| 314 | Фельдман, Бенедикт Григорьевич                        | 1919         | Костромская                                             | с совещательным голосом |
| 315 | Феткевич, Иосиф Эдуардович                            | 1915         | Московская                                              | с совещательным голосом |
| 316 | Фигатнер, Юрий Петрович                               | 1903         | Президиум ВЦСПС                                         | с совещательным голосом |
| 317 | Фонберштейн, Илья Алексеевич                          | VI/1917      | Северо-Западное бюро ЦК                                 | с совещательным голосом |
| 318 | Фрунзе, Михаил Васильевич                             | 1904         | ЦК РКП(б)                                               | с совещательным голосом |
| 319 | Хавкин, Аркадий Борисович                             | IX/1917      | Северо-Западное бюро ЦК                                 | с совещательным голосом |
| 320 | Халиков, Муладжан Давлет                              | 1919         | Башкирская                                              | с совещательным голосом |
| 321 | Халявский, Борис Матвеевич                            | 1912         | ЦК КП(б) Украины                                        | с совещательным голосом |
| 322 | Ханбудагов, Эйюб Ширипович                            | 1918         | Азербайджан                                             | с решающим голосом      |
| 323 | Харитонов, Моисей Маркович                            | 1905         | ЦК РКП(б)                                               | с совещательным голосом |
| 324 | Хатаевич, Мендель Маркович                            | 1913         | Одесская                                                | с решающим голосом      |
| 325 | Цейтлин, Яков Семёнович                               | 1918         | Петроградская                                           | с совещательным голосом |
| 326 | Цеткин, Клара                                         |              | ИККИ (Германия)                                         | с совещательным голосом |
| 327 | Цихон, Антон Михайлович                               | 1906         | ЦКК                                                     | с совещательным голосом |
| 328 | Ченцов, Иван Дмитриевич                               | 1904         | ЦКК                                                     | с совещательным голосом |
| 329 | Чёрный, Владимир Фёдорович                            | 1916         | Джетысуйская                                            | с решающим голосом      |
| 330 | Чирков, Афанасий Михайлович                           | 1903         | Зырянская                                               | с решающим голосом      |
| 331 | Чичерин, Георгий Васильевич                           | 1918         | НКИД                                                    | с совещательным голосом |
| 332 | Чубин, Яков Абрамович                                 | 1915         | Акмолинская                                             | с решающим голосом      |
| 333 | Чудов, Михаил Семёнович                               | 1913         | Тверская                                                | с совещательным голосом |
| 334 | Чуцкаев, Сергей Егорович                              | 1903         | ЦКК                                                     | с совещательным голосом |
| 335 | Шапошников, Грима Сергеевич                           | IV/1917      | Политический отдел Туркестанского фронта                | с решающим голосом      |
| 336 | Шварц, Исаак Израилевич                               | 1899         | ЦКК                                                     | с совещательным голосом |
| 337 | Шверник, Николай Михайлович                           | 1905         | ЦКК                                                     | с совещательным голосом |
| 338 | Шиллер, Рихард                                        | 1918         | ИККИ                                                    | с совещательным голосом |
| 339 | Ширинов, Носим                                        | 1918         | Самаркандская                                           | с решающим голосом      |
| 340 | Шкирятов, Матвей Фёдорович                            | 1906         | ЦКК                                                     | с совещательным голосом |
| 341 | Шмидт, Василий Владимирович                           | 1905         | Наркомат труда                                          | с совещательным голосом |
| 342 | Шотман, Александр Васильевич                          | 1899         | Северо-Западное бюро ЦК                                 | с совещательным голосом |
| 343 | Штирнер, Альфред                                      |              | ИККИ (Мексика)                                          | с совещательным голосом |
| 344 | Эльмень, Даниил Семёнович                             | 1918         | Чувашская                                               | с решающим голосом      |
| 345 | Энеев, Магомед                                        | 1918         | Чеченская                                               | с решающим голосом      |
| 346 | Яглом, Яков Кивович                                   | 1918         | Президиум ВЦСПС                                         | с совещательным голосом |
| 347 | Яковенко, Василий Григорьевич                         | VI/1917      | Президиум ВЦИК и ЦИК СССР                               | с совещательным голосом |
| 348 | Яковлев, Яков Аркадьевич                              | 1913         | председатель Комиссии по работе в деревне при ЦК РКП(б) | с совещательным голосом |
| 349 | Ярвисало, Иоганн Андреевич                            | 1907         | Карельская                                              | с решающим голосом      |
| 350 | Ярослав, Яков Маркович                                | 1915         | Петроградская                                           | с совещательным голосом |
| 351 | Ярославский Емельян                                   | 1898         | ЦКК                                                     | с совещательным голосом |

## Источник
- Делегаты XIII-й конференции РКП(б) 16 — 19.1.1924 // Справочник по истории Коммунистической партии и Советского Союза 1898—1991
- XIII Конференция РКП(б): Бюллетень. М.: 1924. Изд-во «Красная новь», Главполитпросвет. C. 224—230.
- XIII Конференция РКП(б): Бюллетень. М.: 1924. Изд-во «Красная новь», Главполитпросвет

## Комментарии
1. ↑  В "Справочникe по истории Коммунистической партии и Советского Союза 1898—1991" очевидная опечатка - Оганес
2. ↑  В "Справочникe по истории Коммунистической партии и Советского Союза 1898—1991" очевидная опечатка - Антипович
3. ↑  В "Справочникe по истории Коммунистической партии и Советского Союза 1898—1991" очевидная ошибка "Красин Лев Борисович"[1]. Как известно Львом Борисовичем был Каменев, должен был бы присуствовать в этом списке несколькими строчками выше, но по неясным причинам пропущен. См. на СО статьи.
4. ↑  В "Справочникe по истории Коммунистической партии и Советского Союза 1898—1991" очевидная опечатка: Гиньфанович"[1].
5. ↑  В "Справочникe по истории Коммунистической партии и Советского Союза 1898—1991" очевидная ошибка при расшифровке подписи делегата "Терачини Инсберто"[1].
6. ↑  Эмиссар Коминтерна в Мексике швейцарец Эдгар Воог («Альфред Штирнер»)[2].